# 魏伯
魏伯（1912年—1984年7月18日），原名王经川，河南荥阳人，中华人民共和国政治人物、文学家。

## 生平

### 民国时期
魏伯是河南省荥阳县峡窝乡人。1927年，魏伯就读于河南开封一中时便参加了中共领导的外围群众组织。1935年，他考入了北京大学文学院外国语系，参加了北方左联领导的北平作家协会，是一二·九运动的发起人之一。他和谷牧、吕荧等人共同创建了“泡沫社”、“浪花社”等进步文艺团体，出版《泡沫》、《浪花》和《今日文学》等文艺月刊。1936年，魏伯加入了中华民族救国先锋队，同年加入中国共产党。他曾主编中华民族救国先锋队刊物《我们的生活》。1937年回到家乡与陈冰之、王友唐组织“汜水救亡剧团”，在汜水、荥阳等地进行演出，后将剧团转移到河南焦作一带，并将其发展成为拥有400余人的游击队，魏伯任政治委员。
1942年，他于延安创作了小说《民间的谢子长》、《争吵》等，散文《塞行小记》和诗歌《在黄河》等。魏伯先后担任第十三军游击队第二纵队政治代表、第二战区战地工作团秘书，《西线社》杂志编辑、陕甘宁边区米脂县县长、《晋察冀日报》特派记者、中共牡丹江五林县县委书记、辽阳市市长和第四野战军南下工作团教育科科长等职。1949年9月，中共中央华中局在武汉组建广西省党政领导机构时，受命担任柳州地区专员公署专员兼市人民政府市长。

### 共和国时期
1950年3月，柳州升为省辖市后，魏伯不再担任专员，仍任市长、中共市委副书记。1949年12月上旬，他带领第四野战军南下工作团的一些干部到柳州接管市政府工作，并组建市党政领导机构，建立共产党政权和各人民团体，整顿社会治安，治理物价，救济失业工人，恢复私营工商业和手工业生产，清剿土匪强盗。魏伯亲自带领解放军和民兵清剿盘踞在市郊盘龙山的何宣勤匪部。1951年4月城乡匪患消除后，魏伯运用老解放区实行土地改革的经验，领导、组织完成了郊区18个行政村的土地所有制改革。
1951年10月，魏伯代理中共柳州市委书记（书记陈枫因病离职治疗），随后领导了三反五反运动。他还兼任市财经委员会主任，常到企业调查研究、指导工作。1953年1月，魏伯任中共柳州市委书记兼市长，执行第一个经济建设的五年计划。1954年6月，魏伯调离柳州，任中共广西省委工业部副部长，不久又先后调任武汉钢铁公司副经理、中南区计划委员会副主任、广东省经济委员会副主任。在反右倾运动和文化大革命运动中，魏伯受到迫害。1980年，任中华人民共和国城建总局副局长之后，1982年被查出患有癌症。1984年7月18日，病逝于北京。